# 張輔 (英國公)
張輔（1375年—1449年9月1日），字文弼，明河南等處承宣布政使司开封府祥符縣（今河南省開封市祥符縣）人。明成祖時大將張玉之子，进封英國公。
張輔早年隨父參加靖難之役，后進攻并佔領安南，改其為交阯，此後四次平定叛亂。宣德年間，率軍平定高煦之亂。正統年間，隨明英宗北征，在土木堡之變中陣亡，享年七十五岁。諡忠烈。

## 生平

### 建文、永樂年間
張輔的父亲为燕王軍大将張玉，靖难之役时，跟隨父親参战，任指挥同知。次年，張玉在东昌之战中战死，張輔繼承父職，任都指挥同知。之後在夾河、槁城、彰德、靈璧屢建奇功。建文四年（1402年），朱棣封他為封信安伯，祿千石，予世券。其妹為帝妃昭懿貴妃。邱福、朱能均稱張輔父子軍功皆高，不可以因為私親而輕其賞賜。於是，永乐三年（1405年），張輔進封新城侯，加祿三百石。
當時，安南陳朝的權臣胡季犛（黎季犛）弒君篡位，建立胡朝，不久自稱太上皇，立子胡漢蒼（黎蒼）為帝。其故主之孫陳添平（陳天平）從老撾歸來，胡季犛假裝請其歸國。明成祖派都督黃中以五千部隊護送，前大理寺卿薛悤輔助。胡季犛在芹站設伏，殺死陳天平，薛悤亦戰死。明成祖大怒，命成國公朱能為征夷將軍，張輔為右副將軍，率豐城侯李彬等十八將軍，共八十萬部隊，會同左副將軍西平侯沐晟，分兵討伐。兵部尚書劉俊贊軍事，刑部尚書黃福、大理寺卿陳洽供給饋餉。
永樂四年（1406年）十月，朱能在軍中去世，張輔代理率領部隊進攻。大軍自憑祥進師，經過坡壘關，望祭安南境內山川，檄胡季犛二十罪。之後攻破隘留、雞陵二關，抵達新福。沐晟部隊自雲南進入，于白鶴結寨。安南有東、西二都，依宣江、洮江、沲江、富良江為險，緣個江南北岸立柵木，并聚舟其中，築城多於邦隘，城柵橋艦相連九百餘里，兵眾達七百萬，欲據險以拖累明軍。張輔自新福移軍三帶州，以造船圖進取。恰逢當時成祖得知朱能去世，下敕張輔為將軍，并以李文忠代開平王常遇春為比進行鼓勵，且稱趁冬天瘴癘之害未興，宜速戰速決。十二月，張輔部隊抵達富良江北，派遣驃騎將軍朱榮在嘉林江大敗安南軍，并與沐晟合軍進攻多邦城。張輔以畫獅蒙馬進行衝鋒，并以神機火器進行攻擊。斬殺其兩名將軍，并追至傘圓山。之後攻破傘圓山，招撫降附，攻佔東都昇龍（今河內市）。并派遣李彬、陳旭進攻西都清華（今清化市）。胡季犛焚燒宮殿后逃入海上，三江州縣紛紛投降。
次年春，張輔派遣清遠伯王友等渡自注江，接連攻破籌江、困枚、萬劫、普賴，斬首三萬七千余人。安南軍胡杜聚舟盤于灘江，張輔派降將陳封襲擊，并盡獲其船隻。之後攻破東潮、諒江諸府州。此後擊敗黎季犛水軍，斬殺萬人，并追至膠水縣入海口。此後在鹹子關築城，令都督柳升守衛。之後，安南軍從富良江進攻，張輔與沐晟夾擊迎戰，柳升以舟師橫擊，明軍大獲全勝，斬殺數萬人以至於江水都被染紅。五月，攻至奇羅海口，活捉胡季犛及其子胡漢蒼，以及其各諸王將相大臣等，押送到京師。越南的胡朝自此滅亡。明軍佔領府州四十八個，縣一百八十個，戶三百十二萬。明朝派人尋找陳氏王族的後人，不久後宣稱未能找到，便以陳朝王室被胡季犛殺盡為由，在安南交阯承宣布政使司，對其直接進行統治。自唐朝滅亡之后，越南獨立長達四百餘年之久，至此再次進入中國版圖。明成祖下詔告天下，諸王百官奉表稱賀。
永樂六年（1408年）夏，張輔還師至京師。成祖賜宴于奉天殿，并為之賦《平安南歌》，進封英國公，歲祿三千石，予世券。當年冬天，陳氏子孫簡定王陳頠（簡定帝）以恢復陳朝為名，再次起兵反明。成祖命沐晟討伐，但明軍在生厥江被打敗。次年春，再命張輔佩征虜將軍印，帥師討伐。當時陳頠為越上皇，另立陳季擴（重光帝）為皇帝，勢力很大。張輔招攬諒江江北諸避寇者復業，并進軍至慈廉州，破喝門江，克廣威州孔目柵，至追至至太平海口，并大破阮景異的三百艘水師。於是，陳季擴自稱是陳氏後人，遣使請求紹封。張輔稱：“以前我們遍訪搜尋陳王後人時，陳季擴沒有回應，現在肯定是詐計。我奉命討伐賊寇，不知道其他事。”於是遣朱榮、蔡福等以步騎先進，張輔帥舟師后進，并在清化會師，於美良山逮捕簡定及其黨羽，送抵京師。永樂八年（1410年）正月，繼續追討餘黨，但并未捕到陳季擴。之後成祖命沐晟留下繼續討伐，而召張輔班師，改命練兵于宣府、萬全，督運北征。
當時，陳季擴雖請降，實為緩兵之計。他趁張輔班師時，再次進犯如故，沐晟無法抑制。當時越南人苦於受中國約束，又屢次受到吏卒侵擾，於是常支持起義軍，時服時叛。永樂九年（1411年）正月，明成祖命張輔與沐晟協力進討。張輔抵達后，申明軍令，當時都督黃中向來驕橫，屢次違背節度，張輔指責其不遜，於是斬首以示大軍。同年七月，明軍攻破安南軍阮景異於月常江，獲船百余，生擒元帥鄧宗稷等。后因軍中瘴病息兵。次年八月，明軍進攻神投海，張輔率部血戰并大破。永樂十一年（1413年）冬，他與沐晟在順州會師，在愛子江大戰，并追至愛母江。次年正月，攻至政平州，并俘獲阮景異、鄧容等人。陳季擴逃至老撾，張輔遣指揮師祐率兵要人，并攻破其三關。老撾隨後縛陳季擴等人給明軍，張輔於是押送至京，并以新獲得的佔領地，設升州、華州、思州、義州共四處，增設衛所，并招其降人為官，留下軍隊守衛。十三年春，張輔抵達京師。之後，成祖命其為交阯總兵官，悉數平定陳月湖等叛亂。永樂十四年（1416年），召還。張輔一共四次出征交阯，“前後建置郡邑及增設驛傳遞運，規畫甚備”。安南人所畏懼的人唯有張輔。永樂二十二年（1424年），明成祖北徵，命張輔隨行。七月，至榆木川，明成祖病危，召張輔接受遺命，命軍隊事務都由張輔統領。

### 洪熙、宣德年間
明仁宗即位后，張輔掌管中軍都督府事，進升為太師，享受兩個俸祿。當時百官都從南京領取俸祿，而仁宗獨命其太師俸祿由北京倉支給。當時成祖剛駕崩，仁宗服制二十七日期滿，大臣呂震上疏請穿吉服。楊士奇則稱不可，呂震隨即高聲厲叱楊士奇，蹇義見此兼顧兩人觀點進言。次日，朱高熾仍然戴素冠穿麻衣上朝，而廷臣中只有楊士奇與張輔仍然服制如初。明仁宗嘆道：“張輔是武臣，但知禮節勝過六卿啊。”之後，命其掌管，監制《明太宗實錄》。
宣德元年（1426年），漢王朱高煦謀反，引誘各功臣為內應，偷偷派枚青夜間抵達張輔住處。張輔逮捕该人并掌握所有反狀，因此請求派兵討伐。明宣宗決定御駕親征，并命張輔隨行。平定高煦之亂后，加祿三百石。張輔因此威名益盛，而久握兵。宣德四年，都御史顧佐請保全功臣，於是宣宗下詔解除張輔兵權，命其朝夕專侍宣宗，謀劃軍國重事，后進階光祿大夫左柱國。而在南方的交阯之地，張輔被徵召回朝一年之後，當地豪族黎利就開始起兵反明。在接下來的十年時間裡，明朝多次派兵討伐，都無功而返。宣德二年，柳升率部進攻時中伏身亡，王通被迫與黎利結盟。朝议放棄交阯，張輔雖力爭仍不得。最終，明朝廢棄交阯承宣布政使司這一行政區劃，冊封黎利為安南國王，安南再次成為中國藩屬。宣德四年（1429年）三月，明廷加張輔為特進光祿大夫、左柱國。

### 英宗年間
明英宗即位后，加號翊連佐理，負責經筵、監修《明宣宗實錄》。張輔雄毅方嚴，治軍整肅，屹如山嶽。其歷任四朝元老，且小心敬慎，與蹇義、夏原吉、三楊均同心輔政。一日，太皇太后在便殿而坐，明英宗面朝西而立，召見張輔及杨士奇、杨榮、杨溥、胡濙等人進入。她對眾人說：“你們都是老臣。現在嗣君年幼，希望你們同心共安社稷。”太皇太后隨後對英宗說：“此五臣，三朝簡任，俾輔後人。皇帝萬幾，宜與五臣共計”。此後，太皇太后以及三楊陸續辭世，太監王振擅權。文武大臣望塵頓首，而只有張輔敢於當庭抗禮。正統十四年（1449年），瓦剌也先入犯，王振誘導英宗親征，命張輔隨行，但不參與軍政。張輔年老，默不敢言。大軍抵達土木堡后，入伏被滅，張輔死於軍中，后追封定興王，謚忠烈。
张辅嫡子张忠有废疾，张忠的儿子张杰因为母亲身份低微被怀疑不是张忠的儿子。最后由张辅的庶长子张懋袭爵。张辅、张懋父子墓葬位于今北京市丰台区长辛店镇吕村连山岗，现存墓前石雕两座，石碑两座，1984年5月公布为区级文物保护单位，序号13，名为“张辅张懋墓前石雕”。

## 外部連結
- （中文）.   [2009-04-25]. （原始内容存档于2008-12-08）.

| 貴族爵位和頭銜（明朝） | 貴族爵位和頭銜（明朝） | 貴族爵位和頭銜（明朝） |
| ---------------------- | ---------------------- | ---------------------- |
| 前任者： 張輔          | 英國公                 | 繼任者： 张懋          |